# Astra 1H
Astra 1H diente als Fernsehsatellit auf der Position 19,2° Ost der SES Global (vormals SES-Astra – Société Européenne des Satellites-Astra) mit Sitz in Betzdorf in Luxemburg, der für den Fernsehempfang in Europa eingestellt war. Im Juni 2012 wurden alle Transponder auf die Satelliten Astra 1L, 1M und 2C transferiert.
Er wurde 1999 vom Weltraumbahnhof Baikonur in Kasachstan ins All befördert.

## Empfang
Der Satellit konnte in Europa und teilweise in der Levante-Region im Nahen Osten empfangen werden. Er sendete bis zum 22. Juni 2012 im Wesentlichen die digitalen Rundfunk- und Fernsehprogramme von ARD, ZDF, ProSiebenSat.1 und die der RTL Group. Am 22. Juni 2012 hat Astra 2C seine Aufgaben übernommen. Astra 1H bleibt jedoch weiterhin als Back-Up erhalten.
Die Übertragung erfolgte im Ku-Band. Astra 1H wurde inzwischen von seiner letzten Position 19,4° Ost abgezogen und durch Astra 2B ersetzt.